# 아서 왕의 죽음

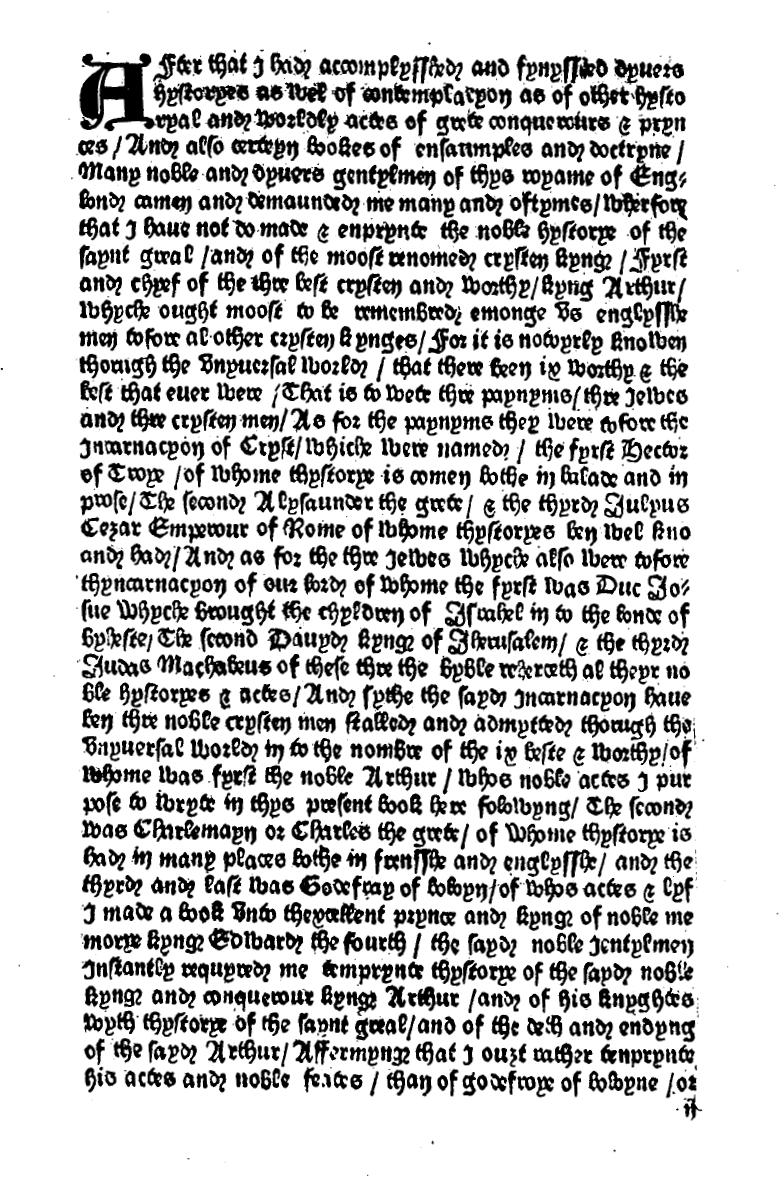

《아서 왕의 죽음》Le Morte d'Arthur (원래는 le morte Darthur 로 작성)은  전설적인 아서 왕, 기네비어, 랜슬롯, 멀린 및 원탁의 기사들에 대한 이야기를 토머스 맬러리 경이 재작업한 15세기 중세 영어 산문이다. 각자의 민속. 아서의 잉태부터 죽음까지의 "완전한" 이야기를 전하기 위해 맬러리는 다양한 프랑스어 및 영어 출처에서 자료를 편집, 재배열, 해석 및 수정했다. 오늘날 이것은 Arthurian 문학 의 가장 잘 알려진 작품 중 하나이다. 전설의 19세기 부활 이후 많은 작가들이 맬러리를 주요 출처로 사용했다.
중세 영국 시대 말에 감옥에서 쓰여진 것으로 보이는 《아서 왕의 죽음》은 1470년경 맬러리에 의해 완성되었으며 윌리엄 캑스턴이 1485년에 인쇄판으로 처음 출판했다. 1934년 윈체스터 필사본 이 발견될 때까지 1485년 판은 가장 오래된 것으로 알려진 Le Morte d'Arthur 의 텍스트이자 맬러리의 원본 버전에 가장 가까운 것으로 간주되었다. 수많은 제목의 현대판은 현대 영어 독자의 편의를 위해 철자, 문법 및 대명사를 변경하고 종종 자료를 요약하거나 수정하는 등 불가피하게 가변적이다.
Le Morte d'Arthur 작가의 정확한 신원은 15세기 후반에 적어도 6명의 역사적 인물이 "토머스 맬러리 경"(다양한 철자법으로)의 이름을 지녔다는 사실 때문에 오랫동안 추측의 대상이었다. 작품에서 저자는 자신을 "Knyght presoner Thomas Malleorre"(출판인 윌리엄 캑스턴에 따르면 "Thomas Malleorre 경")로 설명한다.
맬러리는 13세기 프랑스 산문에 이미 존재했던 아서 왕 이야기(소위 고대 프랑스어 Vulgate 로맨스 )를 번역하고 중세 영어 출처(Allitative Morte Arthur 및 StanzaicMorte Arthur)와 함께 편집하여 이 텍스트를 작성했다."
다양한 변형의 방대한 Vulgate Cycle과 영어시 Morte Arthur, Morte Arthure 외에도 맬러리의 다른 원본 원본 텍스트는 Erec et Enide, L'âtre périlleux, Perlesvaus를 포함한 여러 프랑스 독립 기사도 로맨스로 확인되었다. 및 Yvain ou le Chevalier au Lion (또는 영어 버전, Ywain 및 Gawain ), John Hardyng 의 English Chronicle 등이 있다. 영어 시 가웨인 경의 Weddynge는 이들 중 하나일 뿐이거나 실제로 맬러리의 작품일 가능성이 있는 것으로 여겨지지만 불확실하다. 그의 다양한 다른 출처에는 5세기 로마 군사 설명서인 De re militari가 포함되었을 수 있다.